# 駒形大神社
駒形大神社（こまがただいじんじゃ）は、千葉県市川市大野町にある神社。

## 歴史
創建年代は不明である。平将門がこの地に出城を設けたという将門伝説があり、それを反映して祭神にも将門が入っている。
当社には、毎年1月20日に行われる「にらめっこお奉射」がある。まず最初に餅を神前に供え、残った餅は厄落としのために、互いにぶつけ合う。その後東西2グループに分かれて一人ずつにらめっこをし、負けた方は盃を飲み干すというものである。餅の投げ合いを「戦いの儀」、にらめっこを「和睦の儀」と呼んでいることから、太古の昔の戦の記憶が反映されているといわれている。

## 交通アクセス
- 市川大野駅より徒歩20分。